# Adolf Dietzius
Adolf Dietzius (7. listopadu 1852 Jarosław – 27. ledna 1920 Jarosław) byl rakouský lékař a politik polské národnosti z Haliče, na počátku 20. století poslanec Říšské rady.

## Biografie
Pocházel z rodiny městského úředníka. Byl katolického vyznání. Vystudoval gymnázium v Přemyšli a lékařství na Vídeňské univerzitě. V roce 1878 byl promován. Sloužil v armádě u vojenských lékařů. V roce 1891 se stal starostou města Jarosław. Předsedal výboru městské spořitelny. Byl členem okresního výboru. Zasedal v západohaličské lékařské komoře. Byl členem zemské zdravotní rady. V době svého působení v parlamentu je profesně uváděn jako lékař a starosta v Jarosławi.
Působil také coby poslanec Říšské rady (celostátního parlamentu Předlitavska), kam usedl ve volbách do Říšské rady roku 1907, konaných poprvé podle všeobecného a rovného volebního práva. Byl zvolen za obvod Halič 22.
V roce 1907 je řazen mezi polské národní demokraty (strana Stronnictwo Narodowo-Demokratyczne, která byla ideologicky napojena na politický směr Endecja). Po volbách roku 1907 byl na Říšské radě členem poslaneckého Polského klubu.